# Aglossochloris radiata
Aglossochloris radiata là một loài bướm đêm trong họ Geometridae.